# Le Retour de Falzar
 (octobre 2023).
Si vous disposez d'ouvrages ou d'articles de référence ou si vous connaissez des sites web de qualité traitant du thème abordé ici, merci de compléter l'article en donnant les références utiles à sa vérifiabilité et en les liant à la section « Notes et références ».
Le Retour de Falzar est la trente-septième histoire de la série Le Scrameustache de Gos et Walt. Elle a été publiée pour la première fois du no 3375 au no 3387 du journal Spirou, puis en album en 2003. Il s'agit de l'ultime histoire de la série publiée dans le journal Spirou et éditée par l'éditeur Dupuis, la série rejoignant les éditions Glénat en 2005 à la suite d'un litige opposant les auteurs de la série à Dupuis.  

## Synopsis
Un savant libère Falzar de sa prison de pierre.